# Larry Charles
Larry Charles est un réalisateur, scénariste et producteur américain, né le 20 février 1956 à Brooklyn (New York).
Il est notamment connu pour avoir été scénariste sur le sitcom américain Seinfeld et pour réaliser des comédies avec Sacha Baron Cohen dont Borat. En 2019 il produit et réalise la série Dangerous world of comedy (en), diffusée sur Netflix, dans laquelle il sillonne le monde à la recherche du rire dans les endroits les plus dangereux du globe : Liberia, Irak, Somalie. Il s'interroge également sur les limites de l'humour et ses vertus thérapeutiques.  

## Filmographie

### Comme réalisateur
- 2003 : Masked and Anonymous
- 2006 : Borat, leçons culturelles sur l'Amérique au profit glorieuse nation Kazakhstan (Borat:Cultural Learnings of America for Make Benefit Glorious Nation of Kazakhstan)
- 2009 : Relidicule (Religulous)
- 2009 : Brüno
- 2012 : The Dictator
- 2016 : Army of One
- 2019 : Dangerous world of comedy (Aux quatre coins de la comédie)

### Comme scénariste
- 1991-1994 : Seinfeld (série télévisée)

### Comme producteur
- 1991-1994 : Seinfeld (série télévisée)

## Récompenses et distinctions
Larry Charles a notamment remporté deux Primetime Emmy Awards pour la série Seinfeld, comme scénariste en 1992 et comme producteur en 1993.